# Wojciech Cejrowski
Wojciech Daniel Cejrowski (ur. 27 czerwca 1964 w Elblągu) – polski dziennikarz, prezenter telewizyjny, fotograf, podróżnik, stand-uper, autor książek i publikacji prasowych, kierownik artystyczny biblioteki Poznaj Świat, członek The Explorers Club. 

## Życiorys

### Młodość i edukacja
Rodzina Wojciecha Cejrowskiego pochodzi z Kociewia i według jego relacji on sam również wychowywał się na Kociewiu. Według biografii autorstwa Grzegorza Brzozowicza oraz informacji medialnych Cejrowski urodził się 27 czerwca 1964 roku w Elblągu, ale on sam nie chce tego wprost potwierdzić. Rodzicami Wojciecha byli Stanisław Cejrowski – animator jazzowy, impresario i menedżer muzyczny (m.in. Czesława Niemena i grupy No To Co) oraz Krystyna z domu Cieślak, z wykształcenia astronom. Na początku lat 60. rodzice Wojciecha zamieszkali w Elblągu, a w 1966 roku przeprowadzili się do Warszawy.
Ze względów zdrowotnych pierwsze trzy klasy szkoły podstawowej ukończył w Osieku na Kociewiu, po czym dołączył do rodziców w Warszawie. W 1983 roku ukończył warszawskie XVII Liceum Ogólnokształcące im. Andrzeja Frycza Modrzewskiego. Uczęszczał do równoległej klasy z Grzegorzem Przemykiem (śmiertelnie pobity przez funkcjonariuszy MO), po którego pogrzebie w maju 1983 – w okresie egzaminów maturalnych – został uprowadzony i brutalnie przesłuchiwany. Wskutek odniesionych urazów do egzaminu dojrzałości przystąpił w rękawiczkach oraz z ręką w temblaku. Studiował w wielu uczelniach: w Państwowej Wyższej Szkole Teatralnej w Warszawie (wydział aktorski), na Katolickim Uniwersytecie Lubelskim (historia sztuki), Uniwersytecie Warszawskim (socjologia i archeologia); studiów tych nie ukończył. Studiował także na Santa Clara University w Kalifornii. W 2010 rozpoczął zaoczne studia socjologiczne na Katolickim Uniwersytecie Lubelskim, które ukończył zdobywając tytuł magistra. Określa się jako antropolog kulturowy, natomiast nie uzyskał tytułu naukowego w tej dziedzinie.
Posługuje się językiem hiszpańskim i angielskim (odmiana amerykańska). Porozumiewa się również w języku rosyjskim oraz portugalskim (odmiana brazylijska).

### Występy publiczne

#### Telewizja
Karierę medialną rozpoczął w 1992 występami u boku Wojciecha Manna w programie Non Stop Kolor w TVP2. Popularność przyniósł mu nadawany w TVP1 program WC Kwadrans (1994–1996), w którym prezentował konserwatywne poglądy na kwestie społeczne oraz promował w nim pozytywne znaczenie słowa „ciemnogród” określające przywiązanie do tradycyjnych wartości. Równolegle prowadził program muzyczny pt. Stajnia... w TVP1 oraz powtarzany przez Ośrodki Regionalne TVP. W sezonie 1996–1997 na zamówienie Telewizji Niepokalanów zrealizował 30-odcinkowy cykl Podróżnik, w którym opowiadał o swoich wyprawach do Ameryki Południowej. W 1997 nawiązał współpracę ze stacją RTL 7, w której występował najpierw w cyklu komentarzy satyrycznych, a następnie współprowadził talk-show Piękny i Bestia (1999–2000) z Alicją Resich-Modlińską.
Po przejściu do telewizji Polsat prowadził autorski program Z kamerą wśród ludzi (2003–2004) oraz współtworzył program Co się święci w mej pamięci (2004), w którym był przewodnikiem po Ziemi Świętej. W 2006 zasiadał w jury programu Supertalent emitowanego przez TVP2. 1 maja 2006 na antenie TVP1 wyemitowany został jednoodcinkowy talk-show Produkt jednorazowy, który prowadził z Maciejem Chmielem. W latach 2006–2007 był stałym gościem programu podróżniczego TVP Podróże z żartem. Od stycznia 2007 w niedziele na antenie TVP2 emitowany był jego program Boso przez świat, który został zdjęty z anteny TVP w maju 2009, kiedy to Cejrowski wystąpił w spotach wyborczych Prawicy Rzeczypospolitej, zachęcając do oddania głosu na Marka Jurka. Miesiąc po wyborach do PE po licznych protestach program powrócił na antenę TVP2 i był nadawany do 2011.
W 2008 nawiązał współpracę ze stacją TVN Style, dla której prowadził programy Po mojemu (2008) i Wojciech Cejrowski. Boso (2011–2013), który od września 2013 emitowany jest na antenie TV Puls oraz Puls 2.
Od 6 kwietnia 2017 do 28 listopada 2018, co czwartek w programie Minęła dwudziesta, prowadzonym przez Michała Rachonia na antenie TVP Info, komentował wydarzenia społeczno-polityczne z Polski i ze świata. Cejrowski był jednym z nielicznych gości audycji, opłacanych honorariami.
28 lutego 2021 program Boso przez świat powrócił po 10 latach przerwy na antenę TVP2. Wyemitowano wówczas 14 odcinków z jego podróży po Peru.
Od 2022, raz w tygodniu w przestrzeni internetowej udostępniane są odpłatnie, dla subskrybentów Do Rzeczy+, odcinki programu Antysystem, w którym Paweł Lisicki, redaktor naczelny tygodnika Do Rzeczy, przeprowadza z nim rozmowy na temat bieżących wydarzeń społeczno-politycznych. Od kwietnia 2024, program ten jest bezpłatnie emitowany na antenie kanału TVMN (Telewizja Media Narodowe).
Wiosną 2025 na antenach TV Puls i Puls 2 emitowane były premierowo najnowsze odcinki jego programu Wojciech Cejrowski. Boso, które nagrał w amerykańskim stanie Luizjana.

#### Radio
Pracę w Polskim Radiu rozpoczął w 1991 u boku Korneliusza Pacudy cyklem audycji Czy jest miejsce na country w Polsce?. Następnie w wyniku podpisania kontraktu z amerykańskim koncernem medialnym ABC w styczniu 1992 rozgłośnie regionalne Polskiego Radia S.A. w całym kraju rozpoczęły nadawanie American Country Countdown w polskiej wersji językowej. Wojciech Cejrowski, początkowo z Korneliuszem Pacudą, prowadził tę audycję przez 11 lat. Ostatnie, 519. wydanie, wyemitowano w styczniu 2003.
W 1993 otrzymał propozycję pracy w prywatnej stacji Radio Kolor, której właścicielami i założycielami byli Wojciech Mann i Krzysztof Materna. Początkowo prowadził własną audycję muzyczną, a potem program Aeroplan z Beatą Pawlikowską oraz autorski blok poranny, w każdą sobotę od godz. 6 do 10. Audycja ta była podstawą powstania telewizyjnego programu WC Kwadrans. Współpracę z Kolorem zakończył w 1997, a przez kolejne dwa lata pracował w Radiu Wawa.
Od 1995 różne jego audycje trafiają jako produkcja zewnętrzna do kilkudziesięciu stacji prywatnych i publicznych na terenie całego kraju, m.in. Na drugim końcu globusa, emitowane na antenie Programu I PR, Radia dla Ciebie, Radia Koszalin, Radia Merkury, Radia PiK oraz sieci radiowej Plus.
Od 1999 rozpoczął stałą współpracę z Programem Pierwszym Polskiego Radia, składającą się z korespondencji zagranicznych dla Z pierwszej ręki i Radia kierowców, opowieści podróżniczych w ramach Lata z Radiem oraz Czterech pór roku oraz audycji autorskich przygotowywanych na zlecenie Redakcji Muzycznej PR. W latach 2007–2010 współpracował z Programem III Polskiego Radia, dla którego prowadził Audycję podzwrotnikową oraz przygotowywał program Pocztówka dźwiękowa Wojciecha Cejrowskiego.  W 2011 Audycja podzwrotnikowa była nadawana w Programie I Polskiego Radia, a w latach 2017-2022 ponownie w radiowej "Trójce". W czerwcu 2023 Cejrowski rozpoczął prowadzenie tego programu w Radiu Wnet. Został on zdjęty z anteny w lutym 2024.
W 2009 był jednym z twórców internetowego Radia Wnet, w którym został także komentatorem wydarzeń społeczno-politycznych w audycji Studio Dziki Zachód. Do 2018 wraz z Andrzejem Rudnikiem współprowadził Radiowy przegląd prasy w Radiu Koszalin. Od 834. odcinka audycja publikowana jest na kanale Cejrowskiego w serwisie YouTube.

#### Prasa
Jest felietonistą i reportażystą, pisze felietony na tematy społeczno-polityczne (cykle felietonów do „Gazety Polskiej”, „Frondy”, „Ilustrowanego Kuriera Polskiego”) oraz reportaże podróżnicze („Rzeczpospolita”, „Podróże”, „Voyage”, „Opcja na prawo”, „Poznaj Świat”, „National Geographic”). Dawniej publikował także w „Tygodniku AWS”.
Od czerwca do września 2020 publikował w tygodniku „Do Rzeczy” swoje felietony w cyklu Lato z Cejrowskim. We wrześniu tego samego roku został stałym felietonistą pisma.

#### Inne przedsięwzięcia

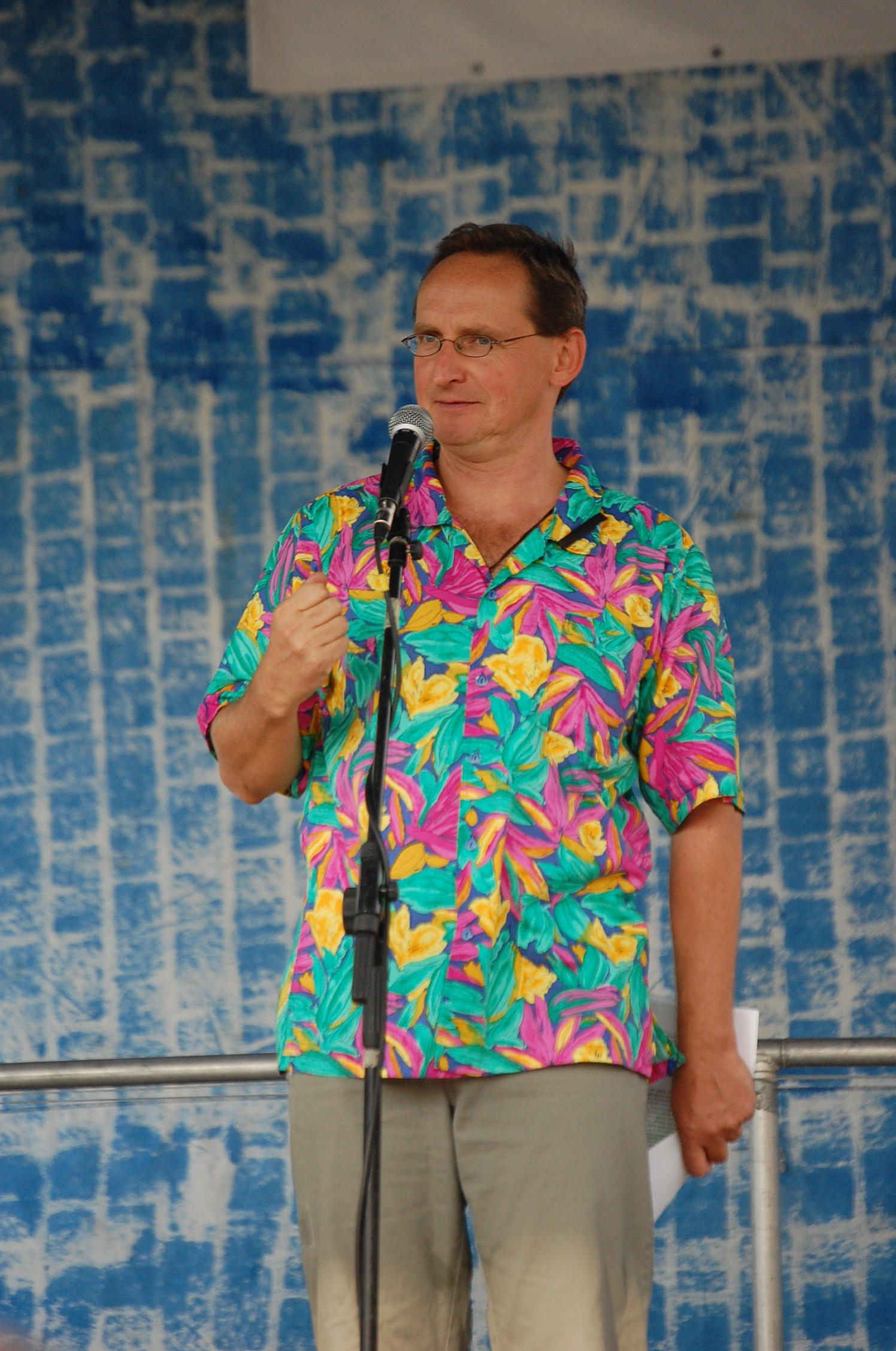
Wojciech Cejrowski (2009)

Od 1995 jeździ po Polsce, Kanadzie, USA, Australii, Francji i Szwajcarii z występami estradowymi w stylu stand-up comedy pod nazwą „WC na stojaka” lub „Boso do...”.
W latach 1996–2000 organizował w Osieku Festiwale Ciemnogrodu. Od 1997 w ich trakcie odbywały się koncerty muzyki gospel i country. Spotkania miały na celu gromadzenie się ludzi o poglądach konserwatywnych, którzy sprzeciwiali się poprawności politycznej. Cejrowski chciał nadać pozytywne znaczenie słowu „ciemnogród” oraz wartościom konserwatywno-chrześcijańskim.
W 2000, przedzierając się przez ochronę w warszawskiej Galerii Zachęta, chciał zakryć prześcieradłem figurę Jana Pawła II przygniecionego meteorytem. Miał to być protest przeciwko obrazoburczości wystawy. Wystawa niedługo potem została zdemontowana przez ówczesnych posłów ZChN-u Witolda Tomczaka i Halinę Nowina-Konopkę, którzy przenieśli meteoryt przygniatający postać papieża.

### Działalność podróżnicza
Podróżował dotychczas po blisko 60 krajach na sześciu kontynentach. Najczęściej jeździ do Amazonii, dokumentując życie zamieszkujących ją Indian i Metysów. Brał udział m.in. w pieszym pokonaniu bagnistej puszczy Darién, na granicy Kolumbii i Panamy (1996) oraz przejeździe trasy Camel Trophy, w Gujanie, w 1996, w ramach której dotarł m.in. do odległych osad plemienia Wai Wai. Członek licznych stowarzyszeń podróżników, m.in. The Explorers Club.

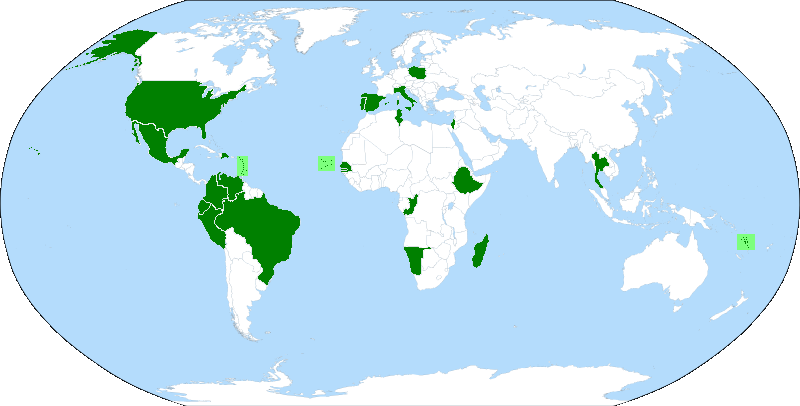
Mapa przedstawiająca państwa, które odwiedził Wojciech Cejrowski w programie Boso przez świat.

Spopularyzowana przez programy telewizyjne i książki działalność podróżnicza Cejrowskiego, jakkolwiek przyniosła mu olbrzymie powodzenie wśród widzów i czytelników, stała się obiektem krytyki ze strony latynoamerykanisty Mariana Floriana Gawryckiego w jego książce Podglądając Innego. Gawrycki zaliczył Cejrowskiego do „trawelebrytów”, czyli podróżniczych celebrytów głoszących uproszczony wizerunek egzotycznych ludów świata. Jak pisze Agnieszka Sikora, zdaniem Gawryckiego „Cejrowski to arogancki, egocentryczny zwiedzacz Ameryki Łacińskiej, który pod pozorem upatrywania w niej prawdziwego raju na ziemi w rzeczywistości nieustannie pokazuje swoją (czyli białego człowieka z Zachodu) wyższość nad «dzikimi»”. Również stosunek Cejrowskiego do Afrykanów został poddany krytyce. Iwona Anna Ndiaye oraz Bara Ndiaye zwrócili uwagę, że wypowiedzi Cejrowskiego na temat Afrykanów utrwalają stereotypowy obraz kontynentu i wpisują się w ogólną pogardę polskich dziennikarzy wobec mieszkańców Afryki. Natomiast w opinii antropolog Elżbiety Rybickiej relacje podróżnicze Cejrowskiego sprawiają wrażenie gawęd o szczególnym kolorycie: „narracje podróżne Cejrowskiego są polem przecięcia różnych dyskursów – sensacyjnych fabuł, mitu męskiej przygody podróżnika, anegdot w stylu «Polak potrafi», «antropologicznych» spostrzeżeń, encyklopedycznych informacji, ewangelizacyjnego przekazu, moralistycznych pouczeń”.

#### Lista wypraw[42]
- 1985 – Kuba, Meksyk – ekspedycja speleologiczna
- 1986 – Meksyk – dokumentacja stanowisk archeologicznych kultury Tolteków
- 1986 – Meksyk – „Lakandonowie – potomkowie Majów”
- 1987 – Meksyk – dokumentacja stanowisk archeologicznych Majów
- 1987/1988 – Meksyk – „Plemiona pogranicza – między światem Azteków i Majów”
- 1989 – ZSRR – „Ławry – stolice Prawosławia”
- 1989 – Meksyk – „Zagubione plemię – współcześni potomkowie Indian”
- 1990 – Gwatemala, Honduras, Meksyk – „Mundo Maya”
- 1990 – ZSRR – „Życie w komunałkach”
- 1990 – Kaukaz
- 1991 – Kostaryka, Nikaragua, Honduras, Salwador, Gwatemala, Belize – „Guerrilla – partyzanci, rebelianci i zwyczajni bandyci”
- 1991 – Gwatemala – nieznane ruiny Majów, potomkowie niewolników z Jamajki
- 1992 – Teksas/Meksyk – „Plemiona pogranicza – Tarahumara, Raramuri”
- 1993 – USA – Współczesne obrzędy indiańskie pow-wow
- 1994 – Honduras, Meksyk – początek projektu „Indianie Miskito”
- 1995 – Kolumbia – Indianie Kogi
- 1996 – Panama/Kolumbia – piesze przejście Darien, Indianie Choco i Kuna
- 1997 – Wenezuela/Brazylia – Indianie Janomamowie, Kurripaco i Piaroa
- 1997 – Australia – „Z Adelajdy na półwysep York”
- 1998 – Wenezuela/Kolumbia – Indianie Carapana
- 1998 – USA/Kanada/Meksyk – „Mennonici, Amisze i Mormoni”
- 1999 – Gujana/Wenezuela/Brazylia – ostatni Indianie Wai Wai
- 1999/2000 – Maroko – „Życie codzienne na souku”
- 2000 – Paragwaj/Brazylia – Mennonici, Indianie Aché, Ayoreo, Nivacle
- 2001 – Peru/Ekwador – przeprawa rzeką Napo, plemię Sekoya
- 2002 – Kolumbia, Peru, Brazylia – plemiona Marubo, Mayoruna i Yagua
- 2002 – Ekwador
- 2003 – Surinam/Gujana Fr./ Brazylia – plemiona Bush Negros, Wayana, Tirio i Wai Wai
- 2004 – Izrael/Palestyna – śladami Jezusa
- 2004 – Kostaryka/Panama – Garifuna, afrykańskie plemię na Karaibach
- 2005 – Boliwia – redukcje jezuickie na boliwijskim Chaco, rzeką Río Madre de Dios do Peru
- 2006 – Peru – tropami Inków, Machu Picchu, Cuzco
- 2006 – Meksyk
- 2007 – Senegal/Gambia/Republika Zielonego Przylądka
- 2007 – Ekwador
- 2007 – Peru/Kolumbia/Brazylia
- 2007 – Trynidad i Tobago
- 2007 – Namibia
- 2007 – Tunezja
- 2008 – Peru
- 2008 – Meksyk
- 2008 – Gwatemala
- 2008 – Portoryko
- 2008 – Archipelag Vanuatu
- 2008 – Madagaskar
- 2009 – Meksyk
- 2009 – Wenezuela
- 2009 – Tajlandia
- 2009 – Kolumbia/Peru/Ekwador – Plemiona Jibaros (Achuar)
- 2009 – Brazylia
- 2009 – Meksyk/Gwatemala/Belize[43]
- 2010 – Kongo/Gabon
- 2010 – USA (Nebraska/Dakota Południowa/Dakota Północna/Minnesota/Wyoming/Iowa)
- 2010 – Japonia/Australia/Fidżi – „Od Oceanu Indyjskiego do Pacyfiku”
- 2011 – Etiopia
- 2011 – Izrael/Palestyna
- 2011/2012 – USA (Teksas)
- 2012 – Karaiby
- 2015 – USA (Nowy Jork/New Jersey)

### Pozostała działalność
W 2010 na rynku ukazała się seria odzieży sygnowana jego imieniem i nazwiskiem – WC Collection. W 2011 powstał Sklep Kolonialny, gdzie Wojciech Cejrowski oferuje ubrania, kosmetyki, yerba mate, dewocjonalia i inne.
We współpracy z EMI Music Poland rozpoczął serię płyt CD z muzyką tropikalną, będącą zbiorem utworów różnych zagranicznych wykonawców. Dotychczas ukazała się pierwsza pozycja z serii Ananas Bananas.

### Organizacje
Należy do następujących organizacji:
- Royal Geographical Society – Królewskie Towarzystwo Geograficzne w Londynie – jest trzecim Polakiem posiadającym status członka rzeczywistego (ang. fellow)[45]
- The Explorers Club – Klub Odkrywców w Stanach Zjednoczonych (ang. fellow)[46]
- CMA – Country Music Association (USA)[potrzebny przypis]
- ACMA – Australian Country Music Association (Australia)[potrzebny przypis]
- Stowarzyszenie Muzyki Country (Polska) – od 2000 Sekretarz Generalny[potrzebny przypis]
- South American Explorers Club[potrzebny przypis].

## Poglądy i krytyka
Jest publicystą zaliczanym przez takich politologów jak David Ost czy Dariusz Galasiński do skrajnej prawicy. Dziennikarz ma negatywny stosunek do mniejszości LGBT. W kwestii religijnego światopoglądu Cejrowski deklaruje się jako katolik; w 2014 roku proponował, żeby Polska przyjęła katolicyzm jako oficjalną religię Rzeczypospolitej. Jest ponadto zwolennikiem całkowitego zakazu aborcji, przeciwnikiem edukacji seksualnej oraz nurtów feministycznych. Sprzeciwia się amerykańskiej ustawie JUST 447, a jej beneficjentów określił mianem "hien cmentarnych".
W sprawach gospodarczych określa się jako liberał, zwolennik niskich podatków i małej ingerencji państwa w życie obywateli (w tym form publicznego wsparcia). Deklaruje się ponadto jako wróg wszelkich osób należących do innych opcji politycznych niż prawicowa. W 1999 roku został skazany wyrokiem sądu na karę grzywny w wysokości 3000 złotych za nazwanie prezydenta Aleksandra Kwaśniewskiego „komunistycznym aparatczykiem”, „drugim Jelcynem, który upija się za publiczne pieniądze” oraz „prymitywnym bawidamkiem i pijakiem”, którymi to wyrażeniami zdaniem sądu znieważył głowę państwa. Jego wypowiedzi były skierowane również w stronę liberalnych adwersarzy. Na kilka dni przed drugą turą wyborów prezydenckich w Polsce w 2015 roku, Cejrowski opublikował na portalu YouTube spot, w którym podarł plakat kandydata Bronisława Komorowskiego, strzępy wrzucił do kosza i zaapelował by „nie wybierać śmieci”. Otwarcie manifestuje wrogość w stosunku do Unii Europejskiej: stwierdził m.in. „Nienawidzę tego ścierwa sowieckiego, którym jest Unia Europejska”. W czerwcu 2017 roku Cejrowski wypowiedział się o przewodniczącym Rady Europejskiej Donaldzie Tusku, że ten „kocha Polskę, ale od tyłu, czyli żeby wydoić, tak jak krowę się kocha od tyłu”; wypowiedź ta została potępiona przez część dziennikarzy. Poglądy Wojciecha Cejrowskiego, zostały odebrane przez innego prawicowego publicystę Mariusza Maxa Kolonkę jako forma „tabloidowego populizmu”, Michał Bilewicz zaś komentował ich artykułowanie na antenie TVP Info jako publicystyczną „lekcję pogardy”. W maju 2019 udzielił poparcia Konfederacji KORWiN Braun Liroy Narodowcy w wyborach do Parlamentu Europejskiego. Później jednak zdystansował się od pełnego wsparcia podkreślając, że poparł jedynie program i niektóre osoby, a nie partię jako organizację.
We wrześniu 2019 roku sprzeciwiał się powstawaniu w Polsce masztów sieci 5G, argumentując to wysokimi karami więzienia, jakie za budowanie masztów miał wprowadzić Izrael, co było informacją nieprawdziwą.
Krótko po agresji rosyjskiej na Ukrainę w 2022 roku w jednym ze swoich radiowych programów obarczył winą za te wydarzenia prezydenta USA Joego Bidena, twierdząc, że prezydent Rosji Władimir Putin został przez niego sprowokowany do podjęcia ataku. Jednocześnie krytykował pomoc dla ludności ukraińskiej. W odpowiedzi na protesty ludzi oburzonych tą wypowiedzią Teatr im. Stefana Jaracza w Łodzi odwołał zaplanowane występy Cejrowskiego. W tym samym czasie nagle zniknęła z anteny Programu III Polskiego Radia cotygodniowa „Audycja podzwrotnikowa”; na pytanie, czy decyzja o wstrzymaniu tego cyklu zapadła w związku z postawą Cejrowskiego wobec wojny rzeczniczka Radia nie odpowiedziała wprost stwierdzając jedynie, że „Trójka nadaje audycje związane z bieżącą sytuacją”.

## Życie prywatne
Jest synem Stanisława Cejrowskiego – animatora i działacza jazzowego.
Jego pierwszą żoną była dziennikarka i podróżniczka Beata Pawlikowska, z którą wziął ślub kościelny w 1994 roku. Małżeństwo jednak nie zostało zarejestrowane w urzędzie stanu cywilnego. W 1996 Cejrowski deklarował się jako kawaler. W 2004 za pośrednictwem mediów Pawlikowska przekazała, że nie jest już związana z Cejrowskim. Ślub kościelny został uznany przez sąd biskupi jako zawarty w sposób nieważny.
Obecnie żonaty jest z dziennikarką i działaczką katolicką Joanną Najfeld. Według doniesień polskiej prasy para zawarła ślub kościelny pod koniec kwietnia 2010 roku w Pelplinie. Natomiast według rejestru ślubów stanu Teksas para również wzięła ślub 23 września 2011 roku w Dallas.
Cejrowski przez większą część roku przebywa poza Polską; w 2008 roku ogłosił, że zamierza zrezygnować z polskiego obywatelstwa. Mieszka w Fort Worth (aglomeracja Dallas) w Teksasie, posiada ranczo w Arizonie, dom w mieście Meksyk w dzielnicy Coyoacán oraz posiadłość w Ekwadorze. W Polsce na Pomorzu posiada gospodarstwo rolne.

## Publikacje książkowe
Cejrowski wydał kilka książek, z których część (Kołtun się jeży, Młot na lewicę i Sól do oka) to pozycje z dziedziny publicystyki i humoru politycznego, natomiast pozostałe są książkami podróżniczymi.

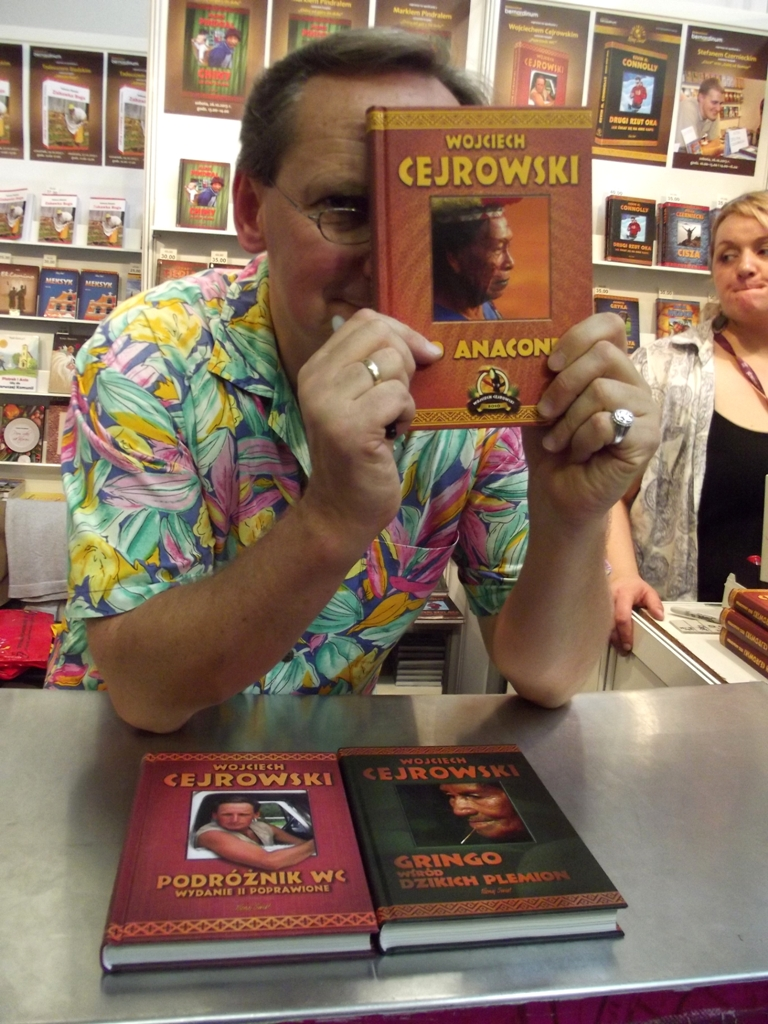
Wojciech Cejrowski i książki jego autorstwa: Podróżnik WC, Gringo wśród dzikich plemion, Rio Anaconda.

Gringo wśród dzikich plemion otrzymała nagrodę Bursztynowego Motyla im. Arkadego Fiedlera dla najlepszej książki podróżniczej roku 2003. Według rankingu Wręcz Przeciwnie, zarabiając w 2011 r. 1,87 mln zł, stał się w tymże roku najlepiej zarabiającym pisarzem w Polsce.
- Kołtun się jeży (1996), wydawnictwo W. Cejrowski
- Podróżnik WC (1997, 2010), wydawnictwo W. Cejrowski
- WC na końcu Orinoko (1998), wydawnictwo W. Cejrowski
- Młot na lewicę (1999), wydawnictwo W. Cejrowski
- Sól do oka (2002), wydawnictwo W. Cejrowski
- Gringo wśród dzikich plemion (2003)
- Rio Anaconda (2006)
- Wyspa na prerii (2014)
- Piechotą do źródeł Orinoko (2019)

Inne:
- Nie kucaj w ostrogach (2002) – tłumaczenie
- Nasze Polskie Wigilie w opowiadaniach (2006) – publikacja zbiorowa

## Filmografia

### Programy telewizyjne
- Non Stop Kolor (1992–1994)
- WC Kwadrans (1994–1996)
- Podróżnik (1997)
- Piękny i Bestia (1999–2000)
- Z kamerą wśród ludzi (2003–2004)
- Co się święci w mej pamięci (2004)
- Produkt jednorazowy (2006)
- Podróże z żartem (2006–2007)
- Boso przez świat (2007–2009, także wydanie DVD)
- Po mojemu (2008–2013)
- Wojciech Cejrowski. Boso (2011–2013)
- Wojciech Cejrowski: Boso (2025–)[82]

### Filmy dokumentalne
- Kielce – Czyli Polski Bronx (1995, reżyseria: Bogna Świątkowska, Marek Lamprecht; wypowiedź archiwalna)[a][83].

## Nagrody
- Laureat antynagrody "Klimatyczna bzdura roku" w 2017 roku stwierdzenie, że ludzka emisja dwutlenku węgla jest porównywalna z emisją z jednego wulkanu
- 6 nominacji do Wiktorów, za działalność telewizyjną (kategorie: najlepszy aktor, najlepszy dziennikarz, komentator-publicysta, najlepszy prezenter TV, największe odkrycie telewizyjne roku, największa osobowość TV)
- Laureat Wiktora 2010 w kategorii Największe odkrycie telewizyjne w roku 2009
- „Najciekawszy człowiek roku” – tytuł przyznany przez Gazetę Polską[84]
- „Bursztynowy motyl” 2003 – nagroda im. Arkadego Fiedlera dla najlepszej książki podróżniczej roku („Gringo wśród dzikich plemion”)[85]
- „Świry 2004” – nominacja w kategorii „najbardziej zwariowana osobowość TV”[86]
- Na II Międzynarodowym Festiwalu Filmów Turystycznych jego program „Boso przez świat” otrzymał nagrodę w kategorii najlepszy turystyczny program telewizyjny[87]
- Złoty medal w kategorii Travel & Tourism w 51 międzynarodowym konkursie New York Festivals 2008[88]
- AkumulaTOR 2008 – dziennikarz, który ładuje studentów pozytywną energią (Studenckie Nagrody Dziennikarskie MediaTory)[89]
- Nagroda specjalna na VIII Festiwalu Dobrego Humoru[90]
- Bestseller według Empiku 2008 – za najlepiej sprzedającą się książkę „Gringo wśród dzikich plemion” w kategorii Literatura polska[91]
- Bestseller według Empiku 2008 – za najlepiej sprzedający się film „Boso przez świat: Meksyk” w kategorii Kino artystyczne. Dokument[92]
- Tytuł „magister honoris causa” przyznany w 2009 przez samorząd studencki Katolickiego Uniwersytetu Lubelskiego[93] i Uniwersytetu Ekonomicznego w Poznaniu[94]
- Laureat VII edycji ogólnopolskiego Konkursu Literackiego Pawiego Pióra[95]
- Bestseller według Empiku 2010 – za najlepiej sprzedający się film „Boso przez świat: Tajlandia” w kategorii Film dokumentalny[96]